# 桂圓枝 (2代目)
2代目 桂 圓枝（かつら えんし、1882年3月27日 - 1944年9月24日）は、落語家（上方噺家）。本名: 永岡 辰之助。俗に「首吊りの圓枝」ないし「夢八の圓枝」と言う。歌舞伎役者の中村鴈之丞（後の初代中村櫻彩）は実子。享年63。

## 人物
笑福亭鶴八という軽口役者の息子として生まれる。2代目三遊亭圓馬の妻おさんは姉とも従姉妹ともいわれる。最初初代桂小文枝（後の3代目桂文枝）に入門し、2代目桂枝之助を名乗る。
1906年、日露戦争に従軍し余興で落語を披露したことで隊長から後備第八歩兵連隊に因んで桂後八と命名される。すぐに除隊し高座に桂派復帰、夏に親戚にあたる2代目三遊亭圓馬の実弟の2代目橘家圓三郎（後の初代橘ノ圓）の立ち上げた圓頂派に籍を置き地方を廻る。
1908年に圓頂派を抜け2代目桂文福と改め桂派に復帰、その後、1912年5月、2代目桂燕枝を襲名。明治末期に2代目談洲楼燕枝が来阪した際、紛らわしいため桂圓枝と改名するが、そのまま2代目を名乗り続ける。
桂派の人らしく、ケレンのない本格派で、師匠3代目桂文枝の芸をよく写し『首吊り（夢見の八兵衛、夢八）』を得意としたため、俗に「首吊りの圓枝」ないし「夢八の圓枝」と呼ばれた。他にも『唖の釣り』『駱駝』などを得意とした。見巧者からは名人として称えられたが、欲のない人で、漫才のツマ扱い程度にしか落語が評価されなかった時代にも、吉本興業の南北「花月」で淡々と出番をこなしていた。
橘ノ圓都の回想によると、ある正月の寄席の初席で酔っ払ったまま高座に上がり、そのまま居眠りを始めてしまったことがあると言う。
落語研究家の渡辺均によると、生涯の半分以上ないし3分2位は『夢八』を演じていたと言う。客から「夢八、やれ!!」と声が掛かったほどだったらしい。なお現在演じられる『夢八』は、2代目三遊亭百生の演じたものが伝わっており、圓枝が演じた『夢八』とは演出、構成方法が少し違っている。
SPレコードは大正時代に多く吹き込んでいる。
弟子には桂枝三、桂小圓枝、桂枝八らがいた。